# Underwood-Petersville
Underwood-Petersville est un census-designated place situé dans l’État américain de l'Alabama, dans le comté de Lauderdale.

## Démographie
| 1980  | 1990  | 2000  | 2010  | - | - |
| ----- | ----- | ----- | ----- | - | - |
| 3 836 | 3 092 | 3 137 | 3 247 | - | - |